# Kosmodrom Svobodnyj
Kosmodrom Svobodnyj (rusky Свобо́дный) je ruská raketová odpalovací základna, používaná od roku 1996. Je situovaná na jihu Amurské oblasti.
Stavba byla původně plánovaná jako odpalovací základna pro mezikontinentální balistické rakety, jakožto náhrada za kosmodrom Bajkonur, který se po rozpadu Sovětského svazu ocitl na území cizího státu. Výstavba však nebyla dokončena kvůli nedostatku financí. Od roku 1997 se základna používá pro odpalování raket typu Start-1. Některé rampy mohou být upraveny na odpálení raket typu Rokot.
Na kosmodromu došlo pouze k pěti odpalům, v roce 2005 došlo k obnovení pronájmu bajkonurského kosmodromu a Ruská kosmická agentura se rozhodla neudržovat druhý odpalovací komplex, načež nařídila uzavření Svobodnyje.

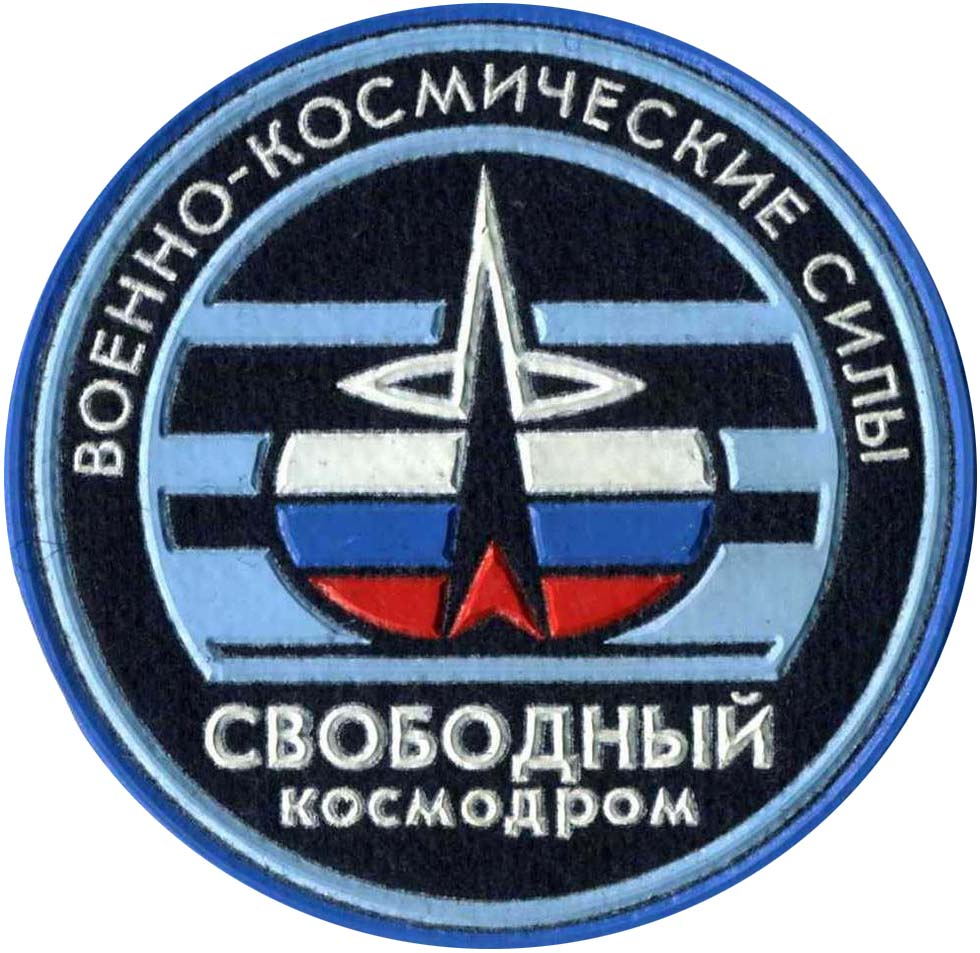
Znak základny

I přes nařízení však 25. dubna 2006 došlo k vyslání izraelského satelitu Eros B na oběžnou dráhu pomocí rakety Start.